# Ryan Hall
Ryan Hall, född 4 januari 1988 i Dulwich, London, England, är en engelsk professionell fotbollsspelare och anfallsspelare som spelar för Leeds United. Han är en produkt av Crystal Palace  fotbollsakademi innan han efter ett antal låneperioder i olika klubbar etablerade sig i Southend United.
Han skrev på för Leeds i januari 2013 efter några månader på lån i klubben.